# Jacqueline Kennedy Onassis
Jacqueline ("Jackie") Lee Bouvier Kennedy Onassis, född Bouvier den 28 juli 1929 i Southampton på Long Island i New York, död 19 maj 1994 på Manhattan i New York, var USA:s första dam 1961–1963 genom giftermålet 1953 med John F. Kennedy. År 1968 gifte hon om sig med den grekiske skeppsredaren Aristoteles Onassis.

## Biografi
Jacqueline Lee Bouvier var dotter till John Vernou Bouvier III (1891–1957), en förmögen börsmäklare, och Janet Lee Bouvier, född Lee (1907–1989). Familjen tillhörde New Yorks societet och hon studerade vid ansedda privatskolor. Hon fick en katolsk uppfostran. Hennes föräldrar skilde sig 1940 och modern gifte om sig med arvtagaren till Standard Oil, Hugh Dudley Auchincloss. År 1947 fortsatte hon sina högskolestudier vid Vassar College i New York samt vid Sorbonne i Paris, och avlade sin examen vid George Washington-universitetet 1951.
Bouvier presenterades för kongressledamoten John F. Kennedy vid en middagsbjudning i maj 1952 och de gifte sig den 12 september året därpå. Över 800 bröllopsgäster var bjudna.
Hon var 31 år då hon 1961 flyttade in i Vita huset efter makens valseger; hon vann beundran för sin goda smak och de glamourösa mottagningar hon anordnade och skapade den så kallade Kennedy-stilen. "Hovet" runt det eleganta, unga presidentparet kom att benämnas "Camelot" efter Kung Arturs slott.
De fick fyra barn tillsammans, Caroline (född 1957) och John F. Kennedy Jr., kallad "John-John" (1960–1999). En flicka, Arabella, var död vid födseln 1956. Ett fjärde barn, sonen Patrick, föddes den 7 augusti 1963 och avled två dagar senare.

### Mordet på John F. Kennedy 1963
Jacqueline satt bredvid maken i den öppna bil som färdades förbi Dealey Plaza i Dallas i Texas den 22 november 1963. Hon bar en rosa dräkt designad av Coco Chanel. Bildsekvensen av presidentfrun vid sidan av sin man efter att denne skjutits, fångad av Abraham Zapruders amatörfilm, har gått till historien. Hon kan ses sträcka sig upp på bilens bakre del, där hon med vänster hand försöker återhämta en del av makens bortskjutna hjärna, vilket också den Secret Service-agent, Clint Hill, återgivit till Warrenkommissionen. I blodbestänkt rosa dräkt, som hon under dagen vägrade att byta, ledsagade Jacqueline sedan den mördade presidenten till Parkland-sjukhuset där han dödförklarades klockan 13.00 lokal tid. Begravningen förrättades i Washington, D.C. tre dagar senare, den 25 november. När kistan med John F. Kennedy passerade, lyfte deras 3-årige son "John-John" handen och gjorde honnör. Efter mordet flyttade Jacqueline med de två barnen till New York.

### Livet efter JFK:s död
Den 20 oktober 1968 gifte Jacqueline om sig med den grekiske miljardären Aristoteles Onassis. De var gifta fram till hans död 1975.
Hon tilldelades Ellis Island Medal of Honor 1986, det första året som utmärkelsen gavs. Hon mottog utmärkelsen vid en ceremoni den 27 oktober 1986 på Ellis Island, samtidigt som bland andra Rosa Parks och Donald Trump.
Mellan 1978 och 1994 arbetade hon som redaktör för Doubleday i New York. Under sin tid i New York efter Onassis död bodde hon på 1040 Fifth Avenue i Manhattans fashionabla Upper East Side där hon bodde från 1964 till 1994. År 1980 träffade hon den belgisk-amerikanske affärsmannen Maurice Tempelsman, som hon ingick en mångårig relation med som varade återstoden av hennes liv.
Jacqueline Kennedy Onassis avled i cancer 1994 och är begravd på Arlingtonkyrkogården utanför Washington D.C., där hon vilar bredvid sin förste make, John Fitzgerald Kennedy.

## Bilder

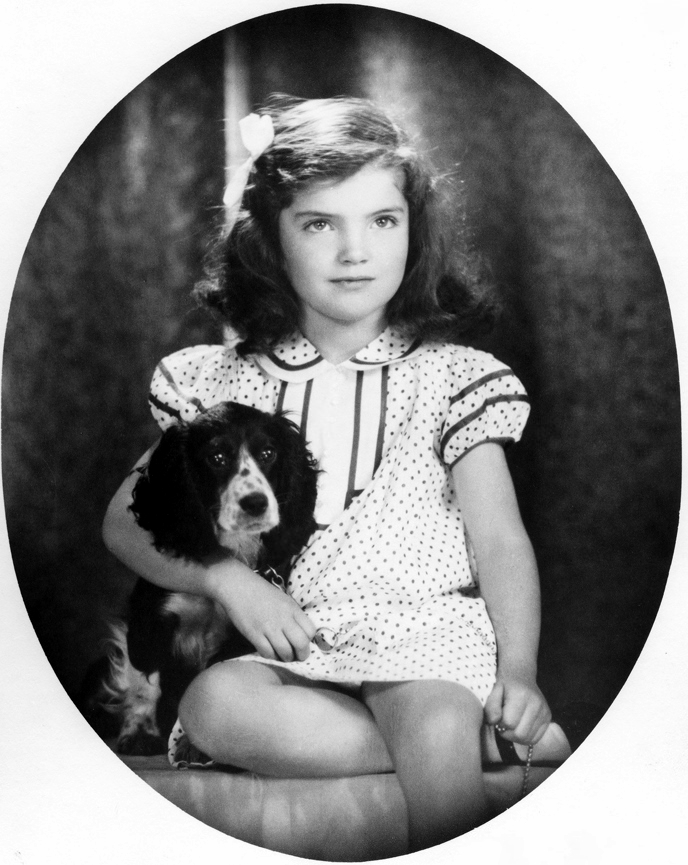
Jacqueline Bouvier år 1935.
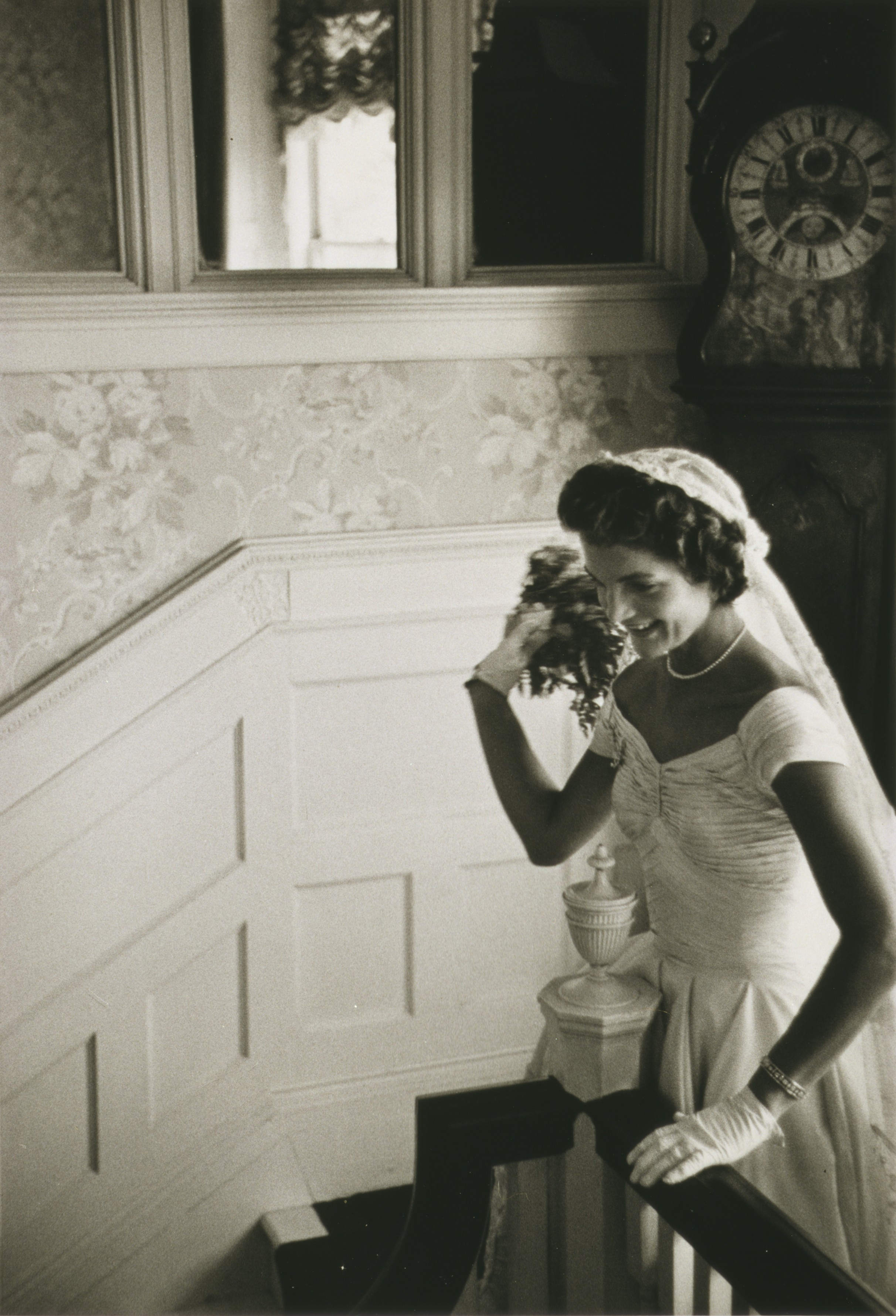
Jacqueline på sin bröllopsdag 1953.
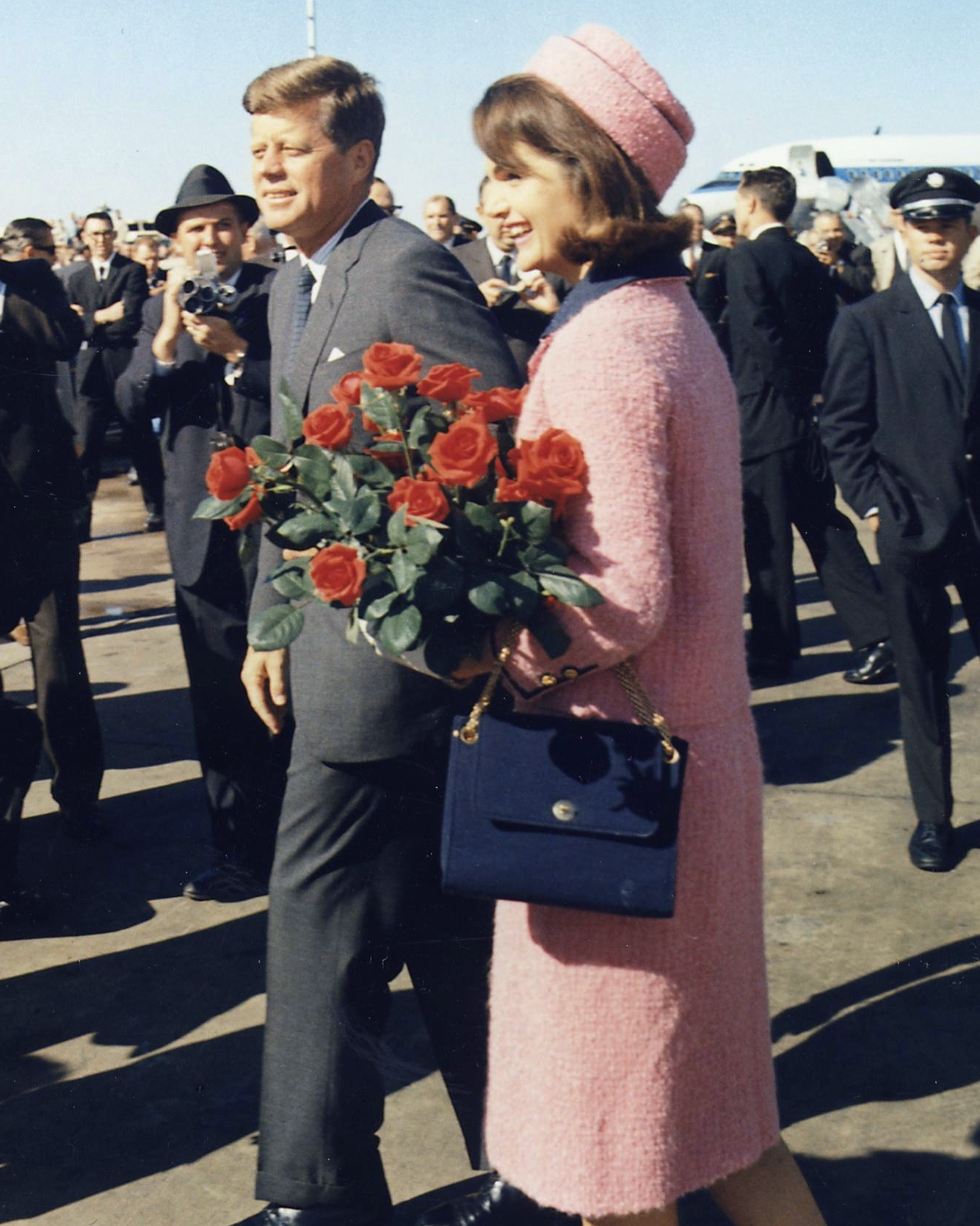
Presidentparet anländer till Dallas den 22 november 1963.
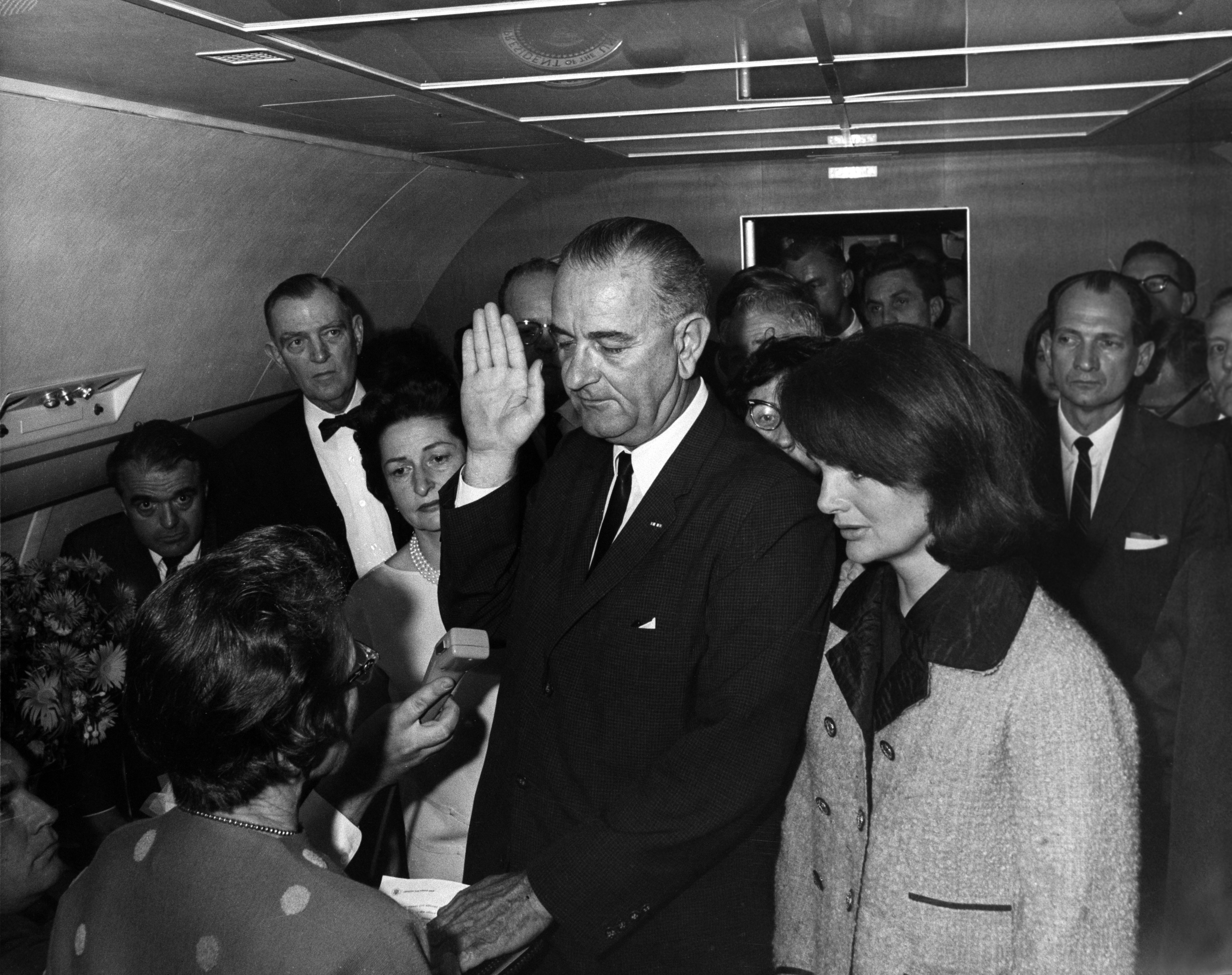
Jacqueline Kennedy till höger om Lyndon B. Johnson som svär presidenteden två timmar och åtta minuter efter att John F. Kennedy blivit mördad.
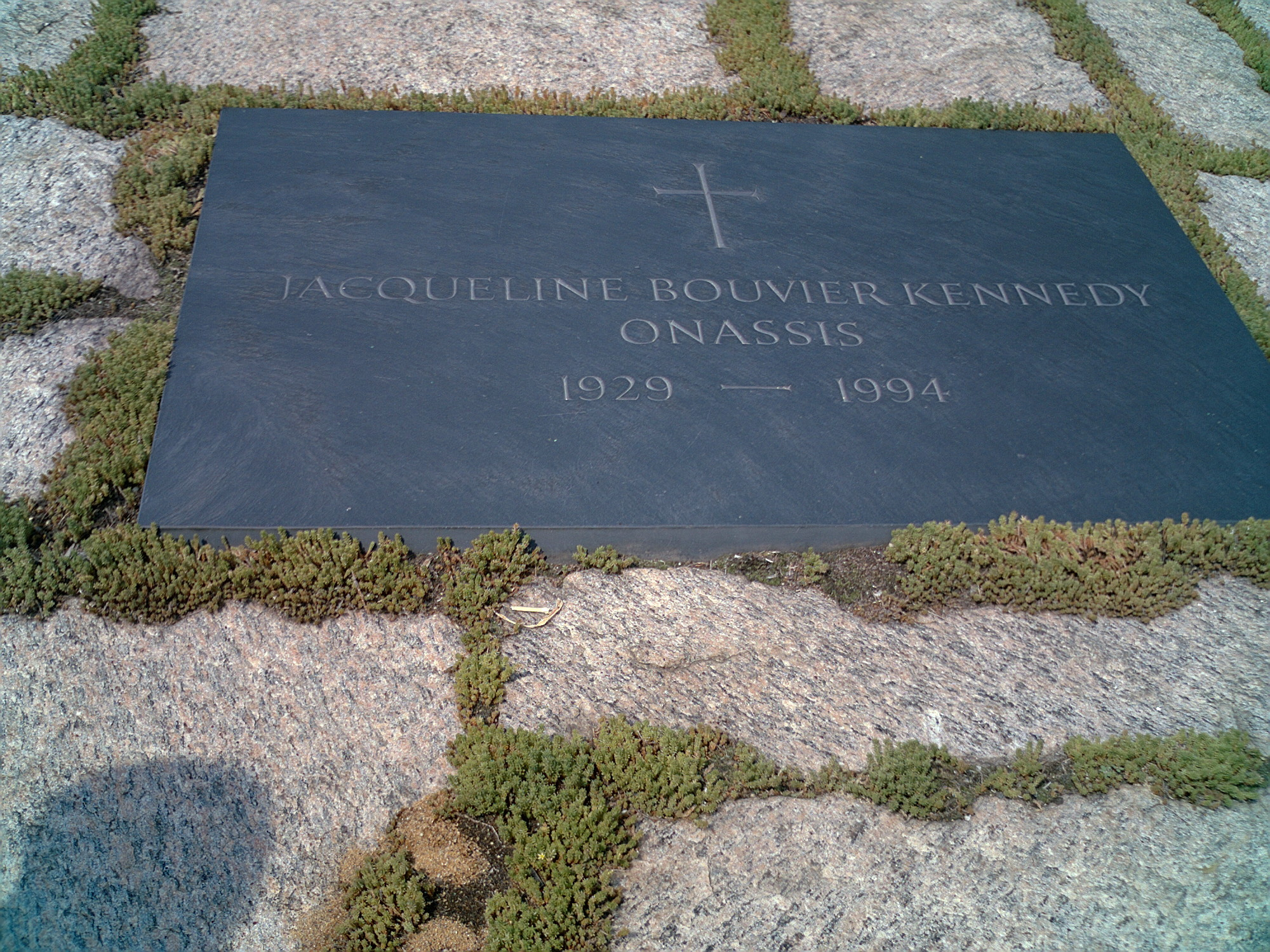
Graven på Arlingtonkyrkogården.